# Horn (Blechblasinstrument)
Das Horn ist ein Blechblasinstrument mit kreisförmig gewundener Rohrführung. Charakteristisch für das Horn sind das Trichtermundstück und eine enge konische Mensur, die in einem weit auslaufenden Schallbecher (auch Stürze oder Schalltrichter genannt) mit einem Durchmesser von etwa 30 cm endet.
Die Spielhaltung ist üblicherweise mit der rechten Hand im Schallbecher und den Fingern der linken Hand an den Ventilen. Weitere Bezeichnungen sind in der Orchesterliteratur corno und (früher) Waldhorn.
2020 wurde das Hornspiel in Verbindung mit Gesang, Atemkontrolle, Vibrato, Ortsresonanz und Geselligkeit von der UNESCO für eine Reihe von Staaten in die Repräsentative Liste des immateriellen Kulturerbes der Menschheit aufgenommen.

## Aufbau und Klang

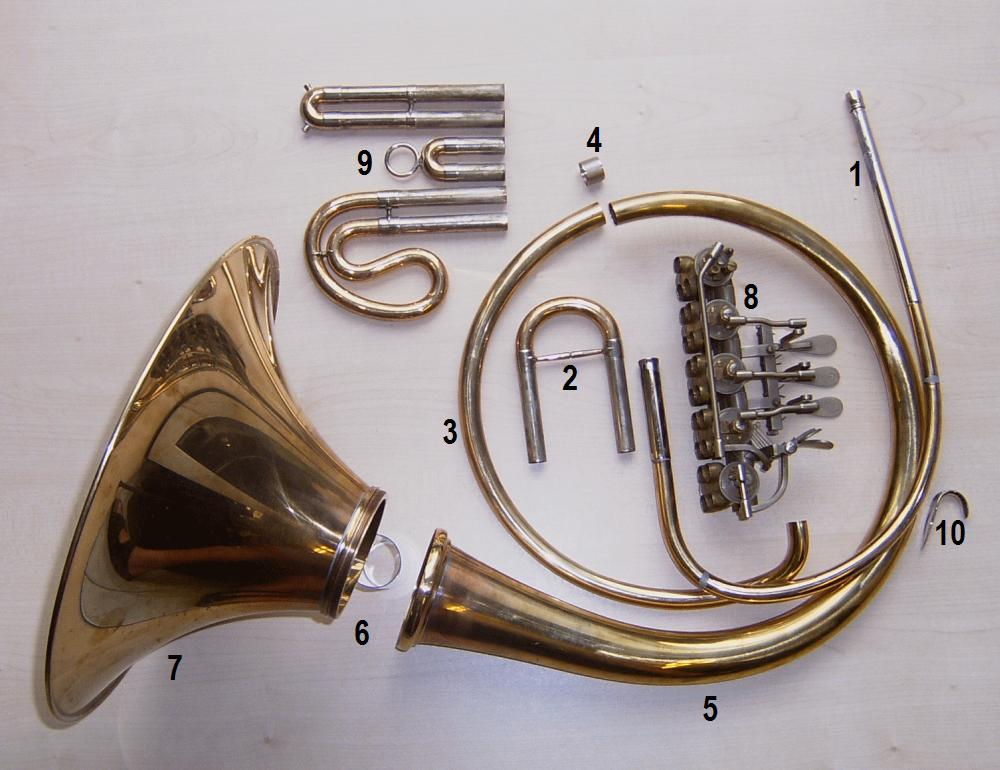
Einzelteile eines Waldhorns:
1 – Mundrohr; 2 – Stimmbogen;
3 – Anstoß; 4 – Zwinge; 5 – Stengel;
6 – Verschraubung; 7 – Schallbecher; 8 – Maschine; 9 – Ventilbögen;
10 – Fingerhaken

Ein Horn ist grundlegend eine etwa kreisrund gewundene Röhre mit tangential herausragendem Mundrohr (zur Aufnahme des Mundstücks) und Schallbecher, die bei Verwendung von Ventilen während des Musizierens in ihrer Länge verändert werden kann.
Der Klang des Horns reicht je nach Dynamik und Lage von füllig-warm bis kräftig und sehr hell. Er ist durch alle Register hindurch recht homogen, nur die tiefsten Töne wirken etwas dumpfer und schwerer. Es klingt im forte vergleichsweise weniger scharf und durch die indirekte Schallabgabe und das Trichtermundstück etwas leiser als eine Trompete oder Posaune.
Aus der Gruppe der Blechbläser ist das Horn das homogenste Instrument, also jenes mit dem höchsten Verschmelzungsgrad mit anderen Instrumentengruppen des Orchesters.
Des Weiteren begründet es eine eigene Instrumenten-Familie der Blechblasinstrumente mit Trichtermundstück und damit eine eigene Klangfamilie. Entsprechend nimmt es, neben seiner tragenden Einzelrolle in klassisch-romantischen Orchestersätzen, eine Hybridstellung zwischen der Gruppe der Holzbläser und der Blechbläser ein: Wegen seines runden (insofern zunehmend sinustonartigeren) Klangcharakters in höheren Lagen ist es als berechenbarer, gerne ergänzend-füllender, akustischer Faktor im komplexen spektralen Geschehen der Holzgruppe beliebt. Schmetternd kann es sich dem Blech anschließen. Aus diesen Gründen stehen die Hörner-Systeme in Partituren traditionell stets direkt unter dem Holz und über dem Blech.

## Horn-Typen der Gegenwart

### Entwicklung heutiger Musizierpraxis
Während des Barocks und der Klassik existierten nur Naturhörner ohne Ventile, welche dadurch nur einen begrenzten Tonvorrat besitzen. Ihre Grundstimmung der Naturtonreihe konnte jedoch durch Hinzufügen verschiedener Bogenlängen (bis zu zehn Aufsteckbögen als Stimmbögen) geändert werden, sodass ein vergrößerter Tonvorrat möglich war. Naturhorn-Stimmen wurden somit immer in der Tonart des Stücks notiert, beziehungsweise in deren Grundton und kleiner Terz für Molltonarten (z. B. ein Horn in C und eines in Es für c-Moll). Auch bis in die Spätromantik – etwa bei Johannes Brahms und Richard Strauss – wurden Hornstimmen oft transponierend notiert, da Komponisten teils noch das Naturhorn als Ideal ansahen und Versetzungszeichen für Hornisten vermeiden wollten. Diese Stimmen werden noch heute aus den Originalstimmen gespielt, was bedeutet, dass auf dem modernen Horn häufig transponiert werden muss (das Horn in F wird als so genanntes transponierendes Instrument eine Quinte höher notiert, als es klingt) und ein Hornist im transponierenden Prima-vista-Spiel geübt sein sollte.
Da sich das F-Horn Ende des 19. Jahrhunderts als Standardstimmung durchsetzte, werden Hornstimmen unabhängig von der verwendeten Grundstimmung heute fast ausschließlich in F notiert. Insofern besteht eine registrale Verwandtschaft mit dem Englischhorn in F (Doppelrohrblatt-Familie, das heißt verwandt mit der Oboe) und dem Bassetthorn in F (Einzelrohrblatt-Familie, das heißt verwandt mit der Klarinette).
Im Bereich der klassischen Orchester- und Blasmusik wird entweder ein reines „F-Horn“ oder ein sogenanntes „F-/B-Doppelhorn“ verwendet. Häufig trifft man, vor allem im nicht-professionellen Bereich, auch reine „B-Hörner“ an.

### F-Horn
Da das F-Horn mit etwa 370 cm sehr lang ist (es besitzt die gleiche Rohrlänge wie eine F-Tuba), liegen die Naturtöne in der hohen Spiellage sehr nah beieinander (diatonisch bis chromatisch), sodass schon bei kleinen Ungenauigkeiten im Spiel nicht der gewünschte Ton getroffen werden kann.

### Wiener Horn

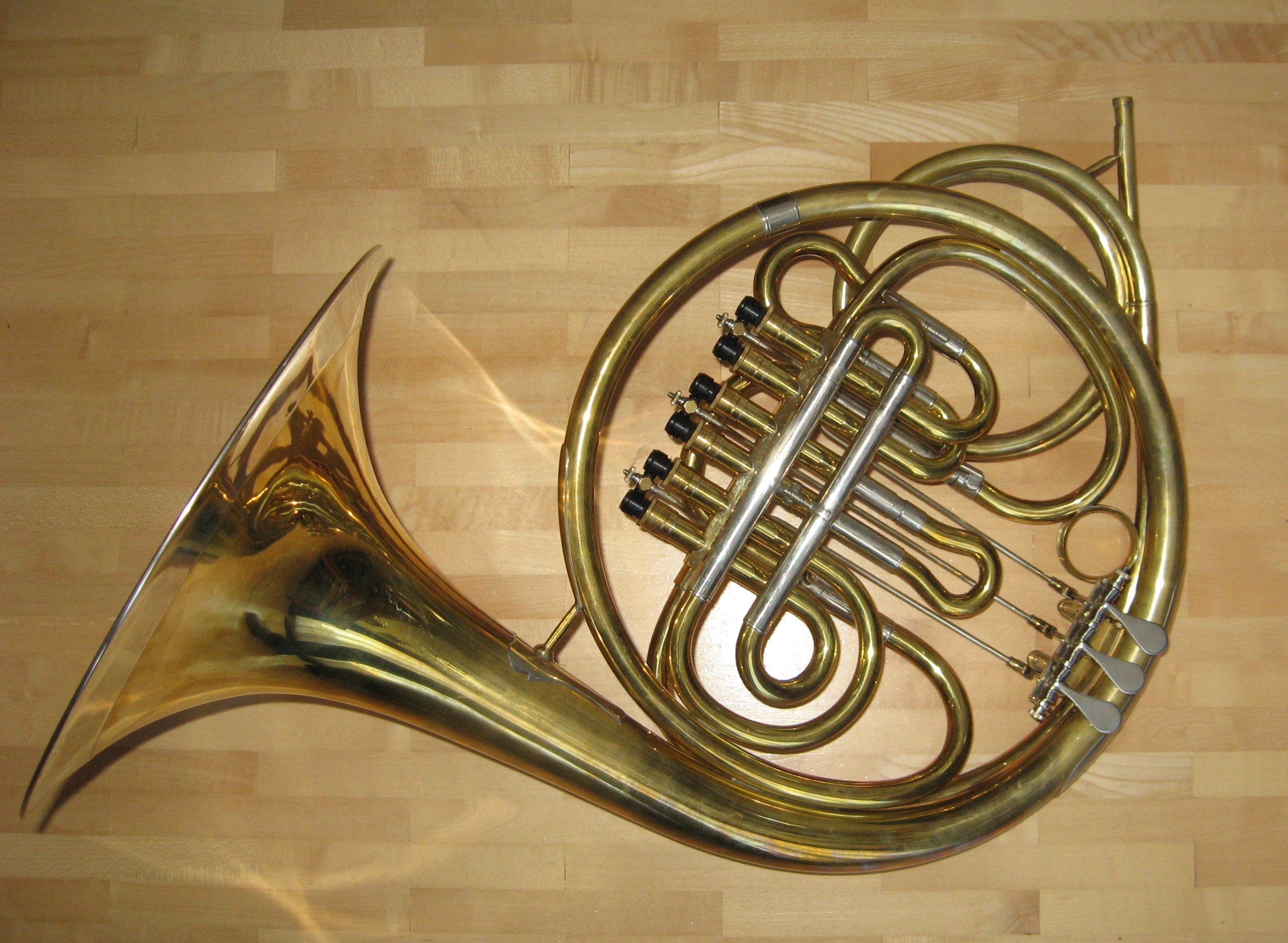
Ein Wiener Horn ohne Mundstück

In Österreich um Wien besteht z. B. bei den Wiener Philharmonikern und den Wiener Symphonikern noch die Tradition des reinen F-Horns mit speziellen Pumpenventilen, kleinerer Mensur und aufgesetztem, kreisrund gebogenem Mundrohr.

### B-Horn
Das B-Horn hat etwa 270 cm Rohrlänge. Schallbecher, Mundstück und Mundrohr sind dem des F-Horns etwa gleich. Im Ganzen ist es etwas leichter als das F-Horn.

### F-/B-Doppelhorn
Im professionellen Bereich wird heute meistens auf ein Doppelhorn zurückgegriffen, das ein F-Horn mit dem eine Quarte höheren B-Horn vereint, mit dem höhere Töne etwas leichter getroffen werden können. Beide besitzen jeweils eigenständige Ventilzugverlängerungen an einem Hauptrohr. Die höhere Sicherheit bei der zu spielenden Literatur und größere klangliche und intonatorische Möglichkeiten machen das Doppelhorn zum Standardinstrument in der heutigen Orchesterpraxis.
Neben dem F/B-Doppelhorn werden auch Doppelhörner in B/hoch-f gebaut.
Ein Tripelhorn vereinigt drei Grundstimmungen: F/B/hoch-f (oder hoch-es) und wird vornehmlich für heikle Orchesterpassagen sowie hohe Klassik- und Barockliteratur verwendet.

### Naturhorn
Im Zuge der historischen Aufführungspraxis wird wieder häufig ein Natur- oder Inventionshorn (Stopfhorn) für Konzerte von barocken und klassischen Werken verwendet. Stücke aus jener Zeit wurden für solche Hörner komponiert. Gewisse Effekte kommen nur durch das Stopfen zur Geltung, auch klingen sie wie die Naturtrompeten weniger scharf als heutige Instrumente. Bei Bach wird auch teilweise das Corno da caccia verwendet. Ab dem Zeitalter der musikalischen Spätromantik (ca. 1850) wurde das Naturhorn (für neugeschriebene Musik) größtenteils obsolet.

### Jagdhorn
Im Jagdbereich kommen vornehmlich das Parforcehorn (B, Es, B/Es), Trompe de Chasse (D) oder Fürst-Pless-Horn (B, auch mit 3 Ventilen) zum Einsatz.

### Es-Althorn in Waldhornform

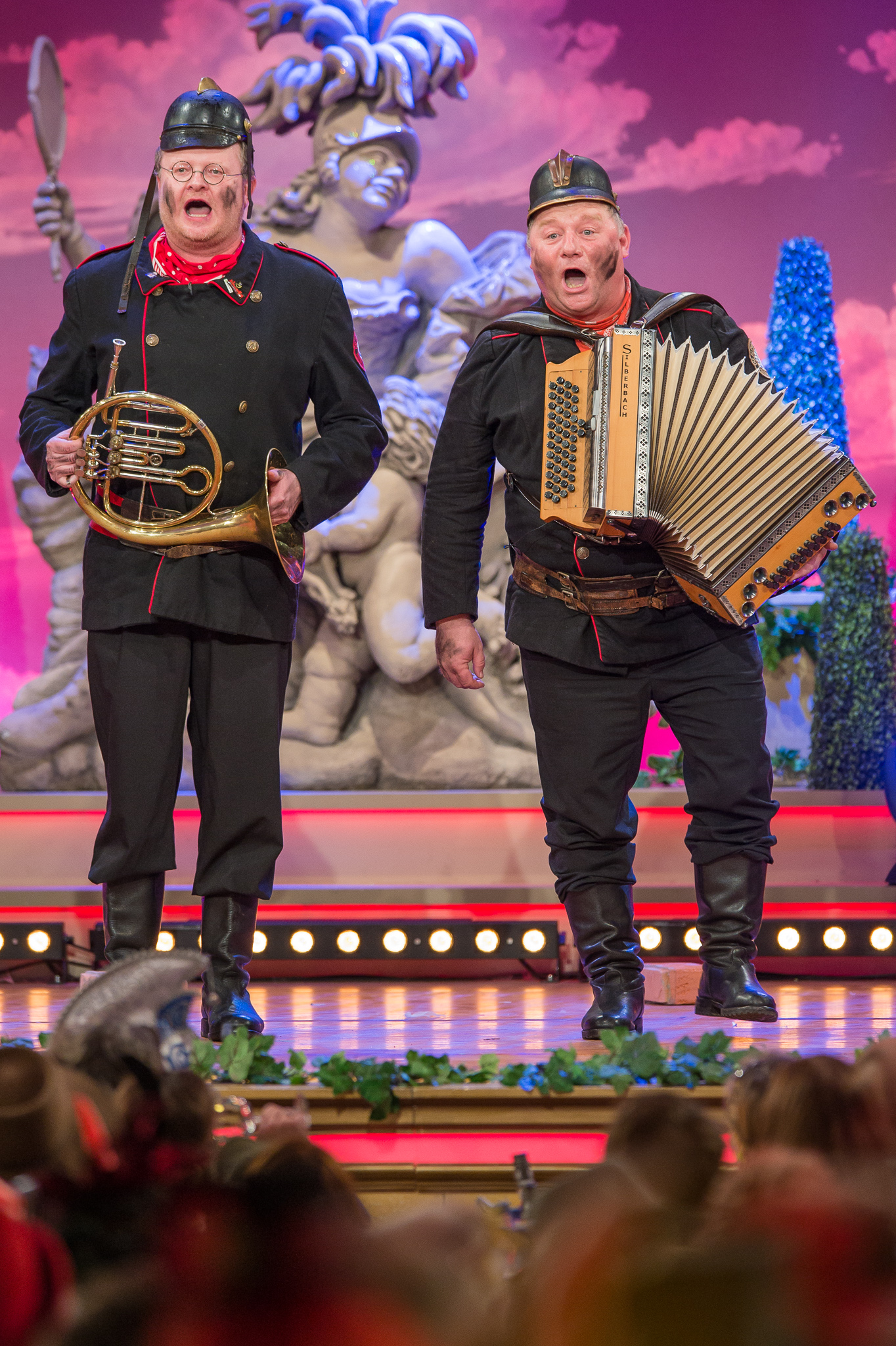
Links ein selten gespieltes reines Es-Horn, erkennbar an geraderen Ventilbögen und kleinerem Schallbecher, heute noch verwendet in der volkstümlichen Musik

Das Es-Althorn in Waldhornform ist etwa 210 cm lang und wird üblicherweise mit einem eher kesselförmigen Althornmundstück geblasen. Das Schallstück ist kürzer und der Schallbecher kleiner als beim gewöhnlichen Horn. Die meisten Modelle sind rechtsgriffig gebaut. Verwendet wurden sie vorrangig in der Blasmusik und im Posaunenchor.

## Herkunft und Bauform
Das Horn als Musikinstrument bestand in seiner Urform aus einem Tierhorn, genauer: einer Hornscheide der Hornträger genannten Tiergruppe (Rinder, Schafe, Ziegen). Das Horn wurde dabei an der abgeschlagenen Spitze oder an einer seitlich gebohrten Öffnung angeblasen.

### Hörner von der Urzeit bis ins 17. Jahrhundert
Die ältesten Hörner gehen auf Schneckengehäuse, Röhrenknochen, Tierhörner, Holz und Terrakotta zurück. Sie fanden unter anderem für kultische und militärische Zwecke Anwendung.
- Überliefert sind Schneckenhörner aus Assyrien, die bei Kulthandlungen in der Zeit um 2000 bis 1500 v. Chr. verwendet wurden.
- Das australische Didgeridoo existiert laut Höhlenzeichnungen mindestens seit 1000 v. Chr., der älteste Fund ist etwa 1500 Jahre alt.
- Priester altmexikanischer Kulturen benutzten Schneckenhörner, die sie Tecciztli oder Quiquiztli nannten und mit denen sie Regengötter beschworen.
- Das jüdische Schofar, ein Widderhorn, ein heiliges Instrument der Israeliten zum Zusammenrufen der Gemeinde
- Der „erste schriftlich benannte Trompetenbauer“ (1000 v. Chr.) (Num 10 Lut): „Und der HERR redete mit Mose und sprach: Mache dir zwei Trompeten von getriebenem Silber …“ – Die sieben „Posaunen von Jericho“ erklangen zeitnah (ca. 80 Jahre) danach unter Josuas Heerführung (Jos 6 Lut)
- Die Etrusker brachten um 700 v. Chr. halbmondförmig gebogene Terrakotta-Hörner aus ihrer griechischen Heimat nach Mittelitalien mit.
- Schon sehr früh entwickelten Völker des Altertums die Kunst, Blasinstrumente aus dünnwandigen Metallrohren herzustellen, etwa die Ägypter, Inder, Chinesen, Hebräer und Griechen. Die Römer kannten das Cornu, laut Vegetius auch Tuba und Bucina.
- Die Germanen gossen ihre Luren aus Bronze.
- Aus dem frühen Mittelalter bekannt ist der Olifant, ein Elfenbeinhorn, das aus einem ausgehöhlten Stoßzahn eines Elefanten hergestellt wurde.
- Das Hifthorn war ein Signalhorn, das anfänglich aus Rinderhorn hergestellt wurde und später ein Mundstück aus Metall aufgesetzt bekam.
- Bereits um 1500 ist das Alphorn in seiner heutigen Form in der Schweiz nachgewiesen. Sicher sind ähnlich gebaute Instrumente schon früher in vielen Kulturen unabhängig voneinander gebaut worden.
- Vom Mittelalter bis in das 18. Jahrhundert wurden Hörner aus Rinderhörnern von Nachtwächtern, Feuerwärtern, Turmbläsern, Hirten, Bäckern und Postillonen verwendet.[5] Seltener bestanden Hörner auch aus Bronze.
- Instrumente mit einem wesentlichen Merkmal des heutigen Waldhorns, der kreisrund gebogenen Röhre, kannte man schon in der Spätantike. Wegen der technischen Schwierigkeiten dürften jedoch erst im späten Mittelalter wieder solche Instrumente gebaut worden sein. So finden sich Abbildungen solcher „Hörner“ auf Darstellungen in Worcester oder in Terlan in Tirol.

### Vorläufer des Horns

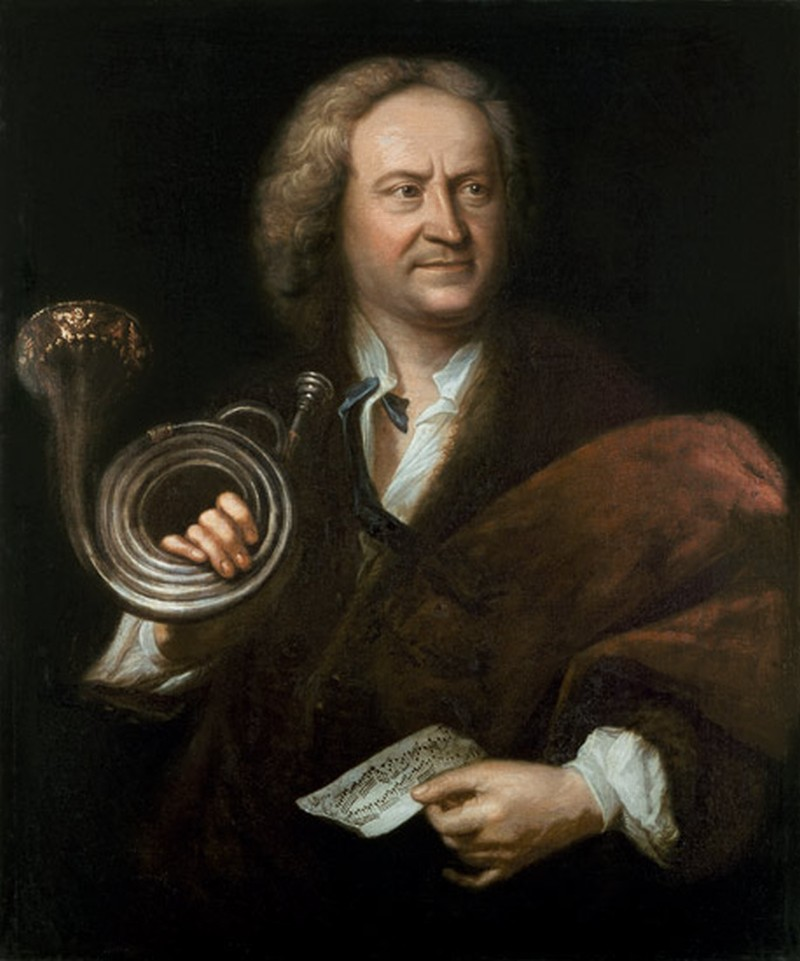
Elias Gottlob Haußmann: Gottfried Reiche (um 1726) mit einem sogenannten Corno da caccia

Am Ende des 17. Jahrhunderts hielt das kreisrunde Horn Einzug in die Kunstmusik. Ludwig XIV. beschäftigte 14 Parforce-Hornisten für die Gestaltung der Hofmusik. Schon bald brachte Jean-Baptiste Lully auch diese Instrumente in das Orchester. Ähnlich den Trompetern wurden im Barock auch für die Hornisten Partien und Solokonzerte in sehr hoher Clarinlage geschrieben.
Dieses Instrument, das Corno da caccia, war jedoch nach Bauart und Klang eine rund gebaute Trompete, die mit einem Kesselmundstück gespielt wurde. Es wurde vom böhmischen Grafen Franz Anton von Sporck 1681 in Deutschland eingeführt. In der Folge wurde das Hornblasen in Böhmen besonders gepflegt und die ersten großen Hornisten auf dem Waldhorn stammten aus Böhmen wie Anton Joseph Hampel, Johann Wenzel Stich, Karl Haudek oder Johann Joseph Rudolph.
Daneben wurden in dieser Zeit weitere kreisrunde Instrumente entwickelt, etwa das Parforcehorn, ein großwindiges Instrument zur reiterlichen Jagd.

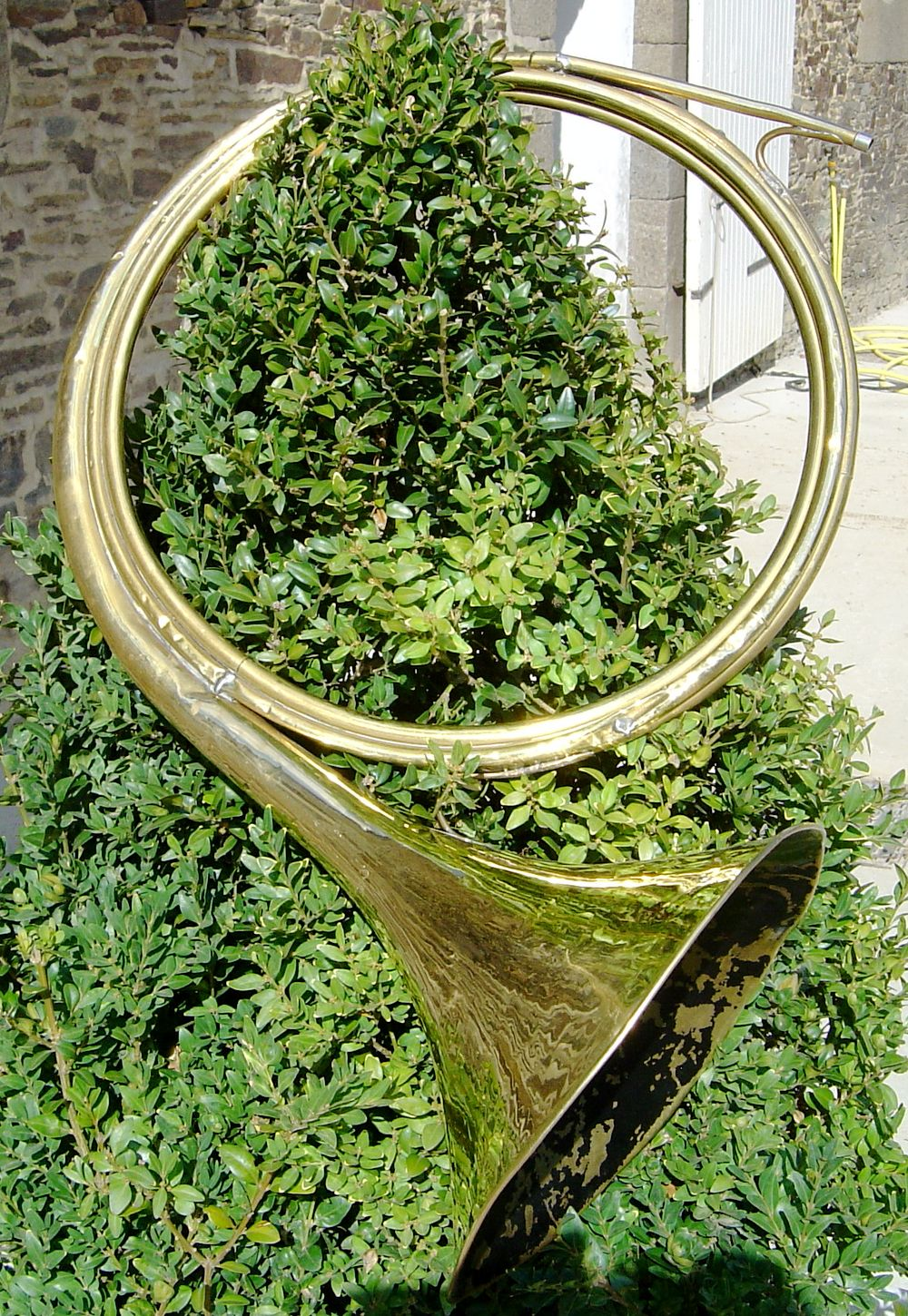
Trompe de chasse (franz. Art des Parforcehornes)

Die Trompete ist dem Horn sehr ähnlich, ist aber kein Vorläufer des Horns.

### Naturhorn
Dem Dresdner Hornisten Anton Joseph Hampel kommt das Verdienst zu, durch mehrere entscheidende Veränderungen aus dem Corno da caccia den Typus des heutigen Waldhorns entwickelt zu haben.
- Einführung der Stopftechnik. Um das Jahr 1753 entwickelte Hampel die Stopftechnik entscheidend und gab diese als einer der besten Lehrer seiner Zeit auf diesem Instrument auch an seinen Schüler (Giovanni Punto) weiter. Unter diesem Stopfen versteht man vordergründig bei Naturhörnern eine Technik zur Tonhöhenänderung der Naturtöne, bei der mit der (üblicherweise rechten) Hand im Trichter des Horns dieser verschieden weit verschlossen (gestopft) wird. Das bewirkt eine stufenlose Vertiefung der Tonhöhe bis zu ca. einer Terz. Das vollständige Herausnehmen der Hand bewirkt eine Erhöhung bis zu ca. einem Viertelton. Diese Technik bedarf großer Übung und muss für jeden Ton differenziert werden, da eine einhergehende Veränderung der Klangfarbe ebenfalls vom Bläser kompensiert werden muss. Zum Ausgleich der Intonation beim modernen Ventil-Waldhorn wird sie ebenso verwendet.

Das gänzliche Stopfen (festes Zustopfen des Schallbechers mit der flachen Hand) bewirkt unter anderem eine klangliche Veränderung: Der Ton wird (normal angeblasen) sehr leise, jedoch extrem spitz und scharf, wenn man die Dynamik relativ beibehält. Dieser Effekt wird somit musikalisch bewusst für „Echoeffekte“ verwendet, da der Grundton stark gedämpft wird. Dieser besondere Klang kann auch mit einem sogenannten Stopfdämpfer (oder kurz „Stopfer“) erzeugt werden. In der modernen Notation wird über gestopft zu blasenden Tönen ein „+“ oder „bouché“ angegeben. Die Auflösung in der Notation erfolgt mit der Anmerkung „o“ oder „ouvert“.
- Gleichzeitig vollzog sich der Wechsel vom Kesselmundstück zum Trichtermundstück, mit dem der Klang noch runder und „romantischer“ wurde.

- Eine weitere Verbesserung gelang Hampel um 1750 mit dem Einbau eines Inventionszuges in das Horn. Die verschiedenen Stimmungen des Naturhorns werden mit Aufsatzbögen realisiert. Feinstimmung wurde durch kleine Aufsatzstücke ermöglicht. Hampel ließ durch den Instrumentenbauer Johann Werner einen Zug (Inventionszug) in der Mitte des Horns anbringen, um diese Feinstimmung besser umzusetzen. Die großen Aufsatzbögen für die Grundstimmen blieben erhalten. Erst ab dem Jahr 1800 kam später noch die Form des Cor solo hinzu. Dieses hatte ein festes Mundrohr und die Stimmbögen wurden auf den Mittelzug gesteckt. Da der Wechsel umständlicher war (das feste Mundrohr hatte jedoch Vorteile), war diese Variante, wie es der Name auch sagt, nur Solisteninstrumenten vorbehalten (siehe Instrument von Korn in der Sammlung Leipzig). Jedoch gab es zu dieser Zeit auch immer einfachere Instrumente, welche fest in ihrer Tonart (meist in D oder Es) gebaut waren.

Zusammenfassend führten folgende Besonderheiten zu einem veränderten Instrument mit neuen Klangeigenschaften:
- das Verhältnis des Rohrverlaufes barocker Instrumente von 1/3-konisch zu 2/3-zylindrisch änderte sich beim Horn immer mehr zu 2/3-konisch zu 1/3-zylindrisch.
- das Kesselmundstück wandelte sich hin zum Trichtermundstück
- der Schalltrichterdurchmesser wurde größer
- spieltechnische Funktion der rechten Hand des Spielers

In heutiger Zeit gibt es im Rahmen einer möglichst getreuen historischen Aufführungspraxis wieder eine erfreuliche Renaissance des Naturhorns in seinen Formen als barockes Instrument, Parforcehorn oder Inventionshorn. Große Verdienste bei der Wiederbelebung und Interpretation des Naturhorns haben sich der Hornist Hermann Baumann und die Deutschen Naturhorn Solisten erworben.

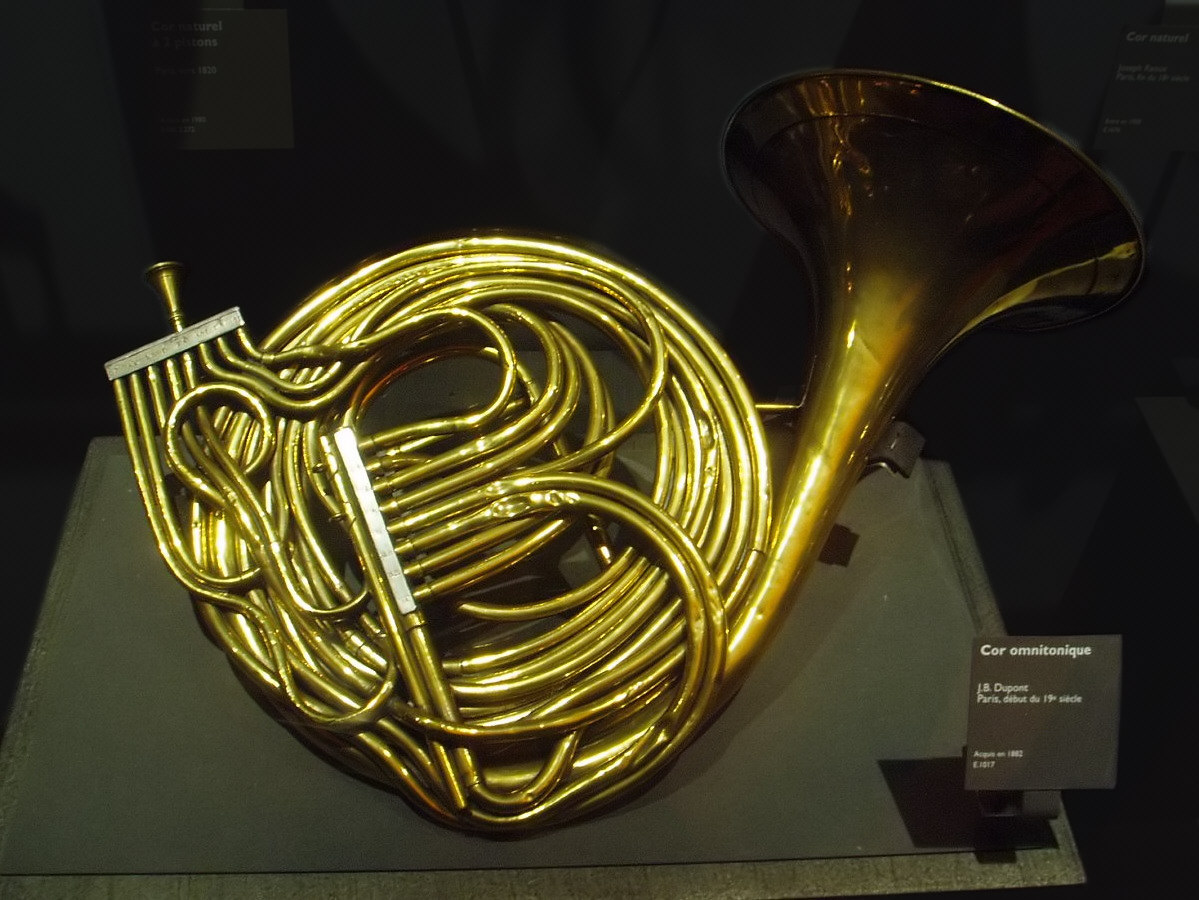
Omnitonisches Horn von Dupont: Das Mundstück muss in Verbindung mit dem Verschieben eines mehrstufigen Ventils entsprechend der gewünschten Grundstimmung umgesteckt werden.

### Vorläufer des Ventilhorns
Immer wieder wurde in dieser Zeit nach anderen Lösungen als Ersatz für die Stopftontechnik gesucht.
- 1760 entwickelte der Hornist Ferdinand Kölbel in St. Petersburg ein Horn mit einem sogenannten „Amor-Schall“.
- 1788 versuchte Charles Clagget in London eine Kombination zwischen einer D- und einer Es-Stimmung mittels einer frühen Form des Ventils.
- 1812 berichtet der Mannheimer Hornist Christian Dickhut in der Allgemeinen Musikalischen Zeitung von seiner Erfindung des verschiebbaren Inventionszuges (ähnlich einem Posaunenzug).
- 1818: mit dem Bau von omnitonischen Instrumenten durch Dupont wurden alle Stimmbögen in einem Instrument vereinigt.
- Ab 1800 gab es auch Versuche für ein Horn mit Klappen, ähnlich der Klappentrompete.

### Ventilhorn

Schematische Darstellung des Doppelhorns

Prinzip des Stimmungswechsels bei einem Doppelhorn

Die letzte einschneidende Veränderung des Horns (wie der übrigen Blechblasinstrumente) war die Erfindung des Ventils, das um 1813 vom Hornisten Friedrich Blühmel erfunden wurde. Der Hornist und Mechaniker Heinrich Stölzel, der unabhängig von diesem ebenfalls ein Ventilhorn entwickelt hatte, einigte sich mit Blühmel über dessen Rechte und hat sich seine Erfindung am 12. April 1818 patentieren lassen. Zunächst mit zwei Ventilen, ab 1819 mit dreien, gebaut, wurden sie am Beginn noch wie Naturhörner geblasen, die Ventile ersetzten nur den umständlichen Bogenwechsel. Um 1830 haben verschiedene Instrumentenbauer unabhängig voneinander ein drittes Ventil hinzugefügt. Bedeutend ist der Leipziger Christian Friedrich Sattler, der eines der ersten chromatischen Hörner gebaut und damit zur Ablösung des Naturhorns beigetragen hat.
Während Carl Maria von Weber den Einsatz des Ventilhorns (zu seiner Zeit noch mit zwei Ventilen und damit sehr unvollkommen) im Orchester strikt abgelehnt hatte, war um 1850 der Wechsel in fast allen Orchestern vollzogen, wenngleich die Tradition des Naturhorns noch einige Zeit separat weiterlebte. Ludwig van Beethoven hatte als einer der Ersten das Ventilhorn bei seinen Kompositionen im Kopf: im 3. Satz seiner 9. Sinfonie, im Solo des 4. Horns.
War die Stimmung der Ventilhörner zunächst auf F festgelegt, versuchte man doch bald auch kürzere Instrumente in B zu bauen, welche besser und sicherer in der Höhe ansprachen.
Ein F-Horn hat als tiefsten Naturton das F(F2), entsprechend 87,3 Hz. Die physikalische Länge beträgt 3,78 m, entsprechend L = vs/F = 330 m⁄s / 87,3 1⁄s = 3,78 m.
Ein B-Horn hat als tiefsten Naturton das B (Bb2), entsprechend 116,5 Hz. Die physikalische Länge beträgt 2,83 m, entsprechend L = vs/F = 330 m⁄s / 116,5 1⁄s = 2,83 m.

### Doppelhorn
Im Jahr 1897 konstruierten Eduard Kruspe und Bartholomäus Geisig aus Erfurt dann das erste kompensierte Doppelhorn. Die B-Stimmung eines Instruments kann durch ein Haupt-Schaltventil um ca. 100 cm auf „F“ verlängert werden und bei jedem der drei doppelstöckigen Spielventile wird eine entsprechende Länge zusätzlich hinzugeschaltet. 1904 wurde von der Firma Ed. Kruspe in Erfurt das weltweit erste vollausgebaute Doppelhorn (Modell Horner/Philadelphia) vorgestellt. Seit 1909 baut die Firma Gebr. Alexander Mainz ein ebenfalls voll ausgebautes Doppelhorn (Modell 103). In den 1920er Jahren konstruierte Herbert Fritz Knopf das erste Doppelhorn mit unten liegendem Umschaltventil (neben dem 3. Ventil). Durch diese Bauform konnte das (konische) Mundrohr länger ausgeführt werden als bei den Modellen von Kruspe und Gebr. Alexander. Es ergaben sich Vorteile bei Intonation und Klang. Als „K-Modell“ (also Knopf-Modell) wird diese Bauform von vielen Instrumentenbauern heute kopiert; in den USA irrtümlich auch „Geyer-Bauweise“ genannt. Bei dem voll ausgebauten Doppelhorn wählt man mit dem Haupt-Umschaltventil zwischen der „F“- oder der kürzeren „B“-Länge. Beide Instrumententypen werden bis zum heutigen Tag geblasen; die voll ausgebauten Instrumente haben sich heute bei der Mehrzahl der Orchestermusiker durchgesetzt. Für Werke oder Passagen im höchsten Register werden seit den 1960er-Jahren Diskant-Doppelhörner angeboten, sowohl in kompensierter als auch in voll ausgebauter Bauweise. Bei diesen Hörnern wird das B-Horn mit einem hohen F-Horn (bzw. selten mit einem hohen Es-Horn) kombiniert.

### Tripelhorn
Ab etwa 1970 wurde begonnen, die Hoch-F-Stimmung in das Doppelhorn zu integrieren. Das Ergebnis waren Tripelhörner mit dreistöckigen Spielventilen in der Stimmung tief F/B/hoch F. Etwa seit 1995 wird von der Firma Engelbert Schmid ein F/B/hoch Es-Tripelhorn gebaut, bei welchem sowohl der Abstand von B zu hoch Es als auch von B zu tief F eine Quarte beträgt.

### Wiener Horn

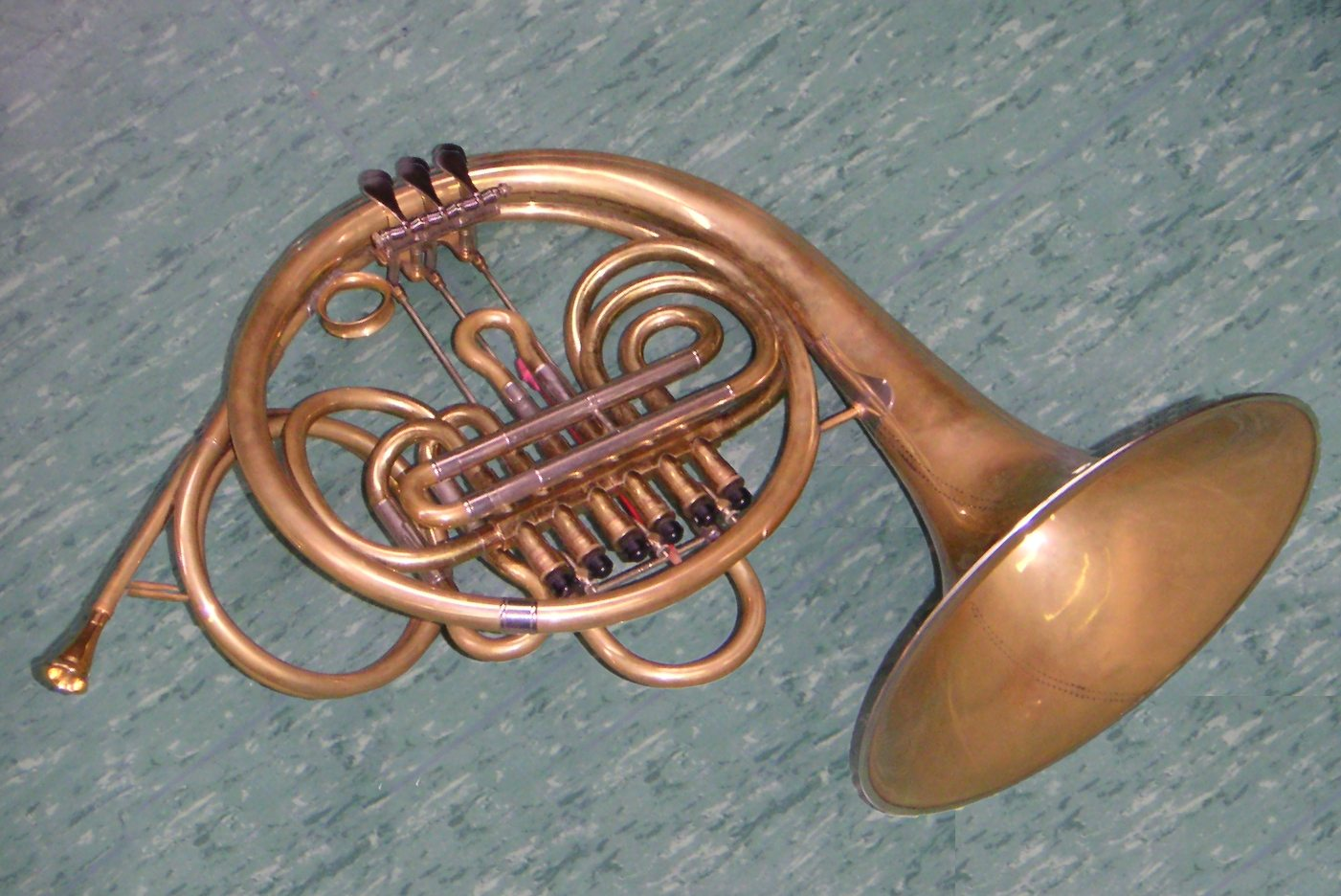
Das Wiener Horn mit seiner besonderen Bauart, der typische F-Bogen ist links erkennbar; der Schallbecher rechts ist nicht abnehmbar

Eine Ausnahme bildet das Wiener Horn. Es entspricht praktisch einem Inventionshorn mit F-Bogen, das mit Pumpventilen ausgestattet wurde. Bei den Wiener Philharmonikern ist es wegen der besonderen Klangqualität des reinen F-Horns und der Pumpventile Pflicht, dass die Hornisten auf einem Wiener Horn blasen, was in Kombination mit weiteren instrumentalgeschichtlichen Besonderheiten den Wiener Klangstil erzeugt.

### Sonderformen
Sonderformen eines Doppelhorns waren die chromatischen Hörner nach dem System Prager, produziert um 1930 von der Firma August Knopf in Markneukirchen.

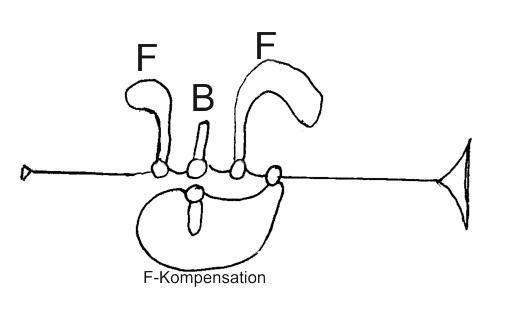
Prinzip des partiellen Doppelhorns F/B nach Willi Aebi

Die Doppelhörner nach dem System von Willi Aebi sollen den typischen Klang des F-Horns erhalten und einen generellen Wechsel auf die B-Horn-Seite unterbinden. Aebis Idee war ein partielles kompensiertes Doppelhorn, welches einen Wechsel nur in der Leerstellung und mit dem zweiten Ventil zuließ. Das erste und das dritte Ventil konnte nur auf der F-Seite benutzt werden.

## Notation

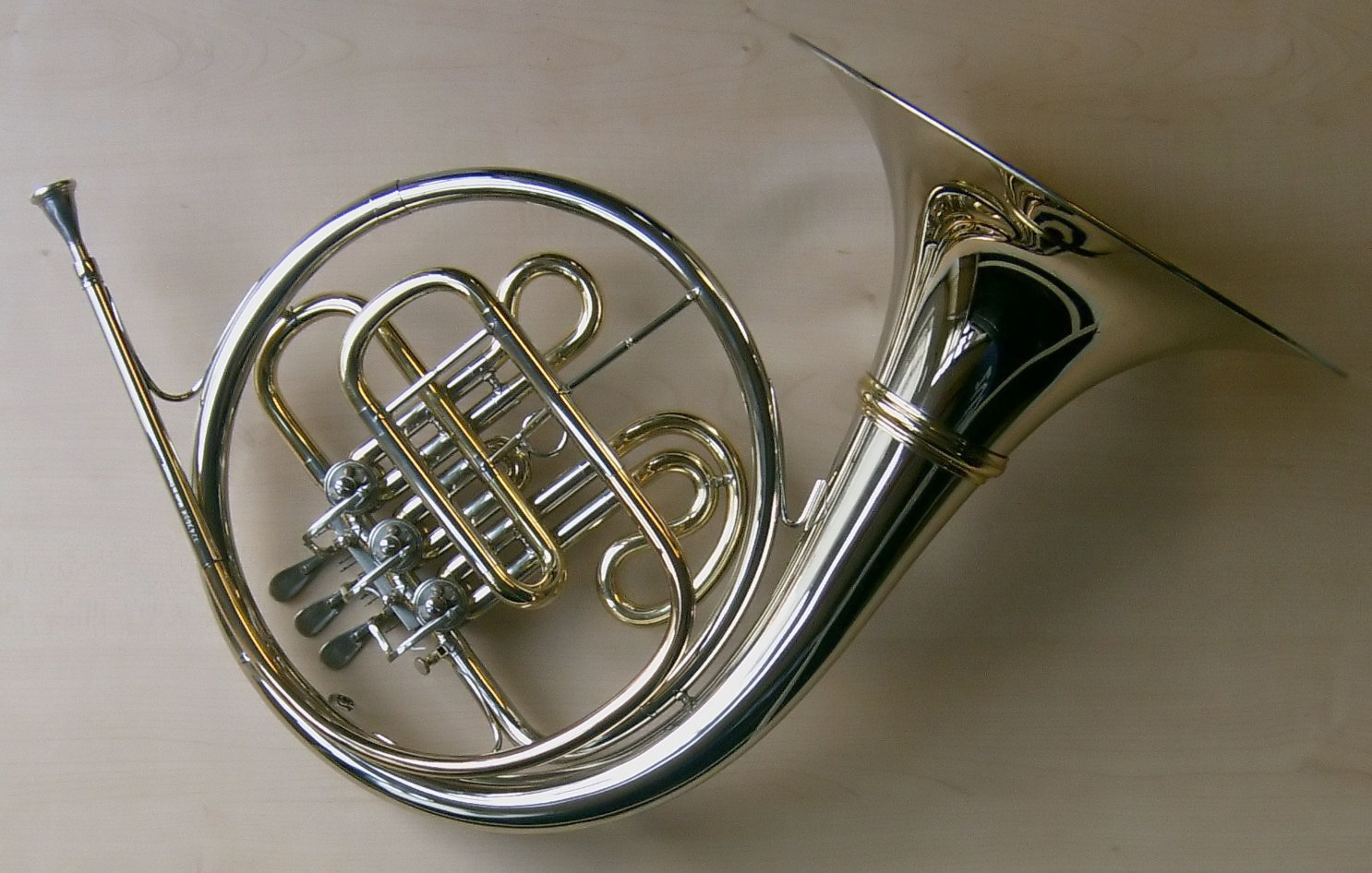
Das B-Waldhorn in einer Rückansicht, das nicht zum Doppelhorn ausgebaut ist; somit fehlt das Umschalt-Ventil und es erreicht nur eine Länge von 2,83 m.

In den Hornstimmen klassischer Musik hat sich auch nach Einführung des Ventilhorns bis Anfang des 20. Jahrhunderts die Tradition erhalten, die Hornstimme so zu notieren, dass sie ohne General-Vorzeichen notiert werden kann. Das leitet sich daraus ab, dass der Komponist gewohnt war, mit dem Naturton-„Vorrat“ der ventillosen Hörner auszukommen. Wenn nicht anders angegeben, ist (für alle F- oder/und B-Hörner) die Notation sowohl in der modernen Orchester- als auch Blasorchesterliteratur in F. Im Blasorchester werden allerdings immer Generalvorzeichen angegeben.
Eine Ausnahme zur Orchesterpraxis ohne Generalvorzeichen bildet die Vorgehensweise von Anton Bruckner, der die Hörner – dem Vorbild der Militär- und Unterhaltungsmusik folgend – fast durchgängig mit Tonarten notierte. Nur in der 8. und 9. Sinfonie verzichtete er darauf, behielt aber die Tonarten bei den Wagner-Tuben bei. Viele angelsächsische Komponisten (Elgar, Britten) notierten die F-Hörner – und auch die Trompeten – auch oft mit Generalvorzeichen. Richard Strauss war um 1900 einer der letzten entschiedenen Befürworter der Verwendung verschiedener Hornstimmungen, da Hornisten das Transponieren gewohnt waren und so viele Vorzeichen – zum Beispiel übermäßig viele Kreuze beim oft verwendeten Horn in E – vermieden wurden. Die gängige Praxis war aber schon zur Zeit von Raff und Tschaikowsky, nurmehr für Horn in F zu notieren.
Neben dem Violinschlüssel wird für die Hornnotation zur Vermeidung übermäßig vieler Hilfslinien auch der Bassschlüssel in F verwendet. Der Klang ist (bei einem Horn in F) in beiden Schlüsseln grundsätzlich eine Quinte tiefer als die Notation. Allerdings gilt besonders bei Literatur aus der Romantik zu beachten, dass dort meistens der sogenannte alte Basschlüssel verwendet wurde, bei welchem der Klang (in F) um eine Quart höher als die Notation ist. Es muss daher immer sorgfältig überprüft werden, ob es sich um einen neuen oder alten Bassschlüssel handelt. Dies geschieht am besten im Vergleich mit oft in Oktaven liegenden Stimmen und Abschätzung ihrer am meisten musikalischen Sinn ergebenden Lage. Hier ein Beispiel für Klang und Notation im alten und neuen Bassschlüssel:
Im alten Blasorchestersatz ist die Notation oft in Es (klingt eine große Sexte tiefer als notiert), da dort mitunter Es-Althörner in Waldhornform verwendet wurden und werden. Bei Verwendung eines separaten Es-Stimmzugs beim F-Waldhorn ist zu beachten, dass die drei Ventilzüge zur Intonationskorrektur entsprechend durch Herausziehen zu korrigieren sind (siehe: Ventilzuglängen und Intonationsprobleme der Ventile (Blasinstrumente)). Wenn ein F-Horn mit einem Es-Hauptstimmzug versehen wird, entsteht daraus ein „Es basso“-Horn; eine Oktave tiefer als ein Es-Althorn. Die Rohrlänge insgesamt ist dann doppelt so lang wie die eines Es-Althorns.

## Verwandte Instrumente
Eine ganze Reihe von Blechblasinstrumenten ist in ihrer Mensur eng mit dem Horn verwandt. Diese Gruppe wird unter der Bezeichnung Horninstrumente zusammengefasst.
Eine besondere Form des Horns ist die Horntube oder Wagnertuba (auch Wagnertube), welche Richard Wagner nach seinen Angaben um 1870 für das Orchester des Nibelungenrings bauen ließ. Die Wagnertube ähnelt dem Bariton, ist aber enger mensuriert. Wie das Horn wird sie links gegriffen und mit einem Hornmundstück geblasen. Die Wagnertube wird fast immer als Quartett eingesetzt (zwei Tenortuben in B und zwei Basstuben in F). Außer Wagner haben auch andere Komponisten die Wagnertuben in ihren Kompositionen eingesetzt. Etwa Anton Bruckner in den Sinfonien Nr. 7, 8 und 9, Richard Strauss in seiner Alpensinfonie und den Opern Elektra und Die Frau ohne Schatten ein Tubenquartett, sowie Igor Strawinski in Le sacre du printemps zwei B-Tuben.
Durch die konische Mensur gehören auch Kornett und Flügelhorn zu den Horninstrumenten: Obwohl sie der hohen Lage wegen meistens von Trompetern geblasen werden, verraten sie ihre Verwandtschaft durch den ähnlich weichen und runderen Klang.

## Verwendung in der Musik

### Kammermusik
Ein Großteil der kammermusikalischen Werke mit Horn ist für folgende Besetzungen geschrieben:
- Blechbläserquintett: 2 Trompeten, Horn, Posaune, Tuba
- Holzbläserquintett: Flöte, Oboe, Klarinette, Horn, Fagott
- Hornensemble: drei bis sechzehn Hörner
- Holzbläseroktett: 2 Oboen, 2 Klarinetten, 2 Hörner, 2 Fagotte

Als ein Meisterwerk der Kammermusik mit Waldhorn gilt das Horntrio op. 40 von Johannes Brahms.
Die Bezeichnung Horntrio, Hornquartett und Hornquintett sind mehrdeutig. Zum einen sind damit Werke bezeichnet, welche nur mit Hörnern besetzt sind. Es werden jedoch auch Kammermusikwerke so bezeichnet, wo das Horn einen führenden solistischen Part hat, etwa genanntes Horntrio op. 40 (Horn, Violine, Klavier) von Brahms, Hornquartette von Giovanni Punto (Horn, Violine, Viola, Basso) und das Hornquintett KV 407 (Horn, Violine, 2 Violen, Violoncello) von Wolfgang Amadé Mozart.

### Orchester

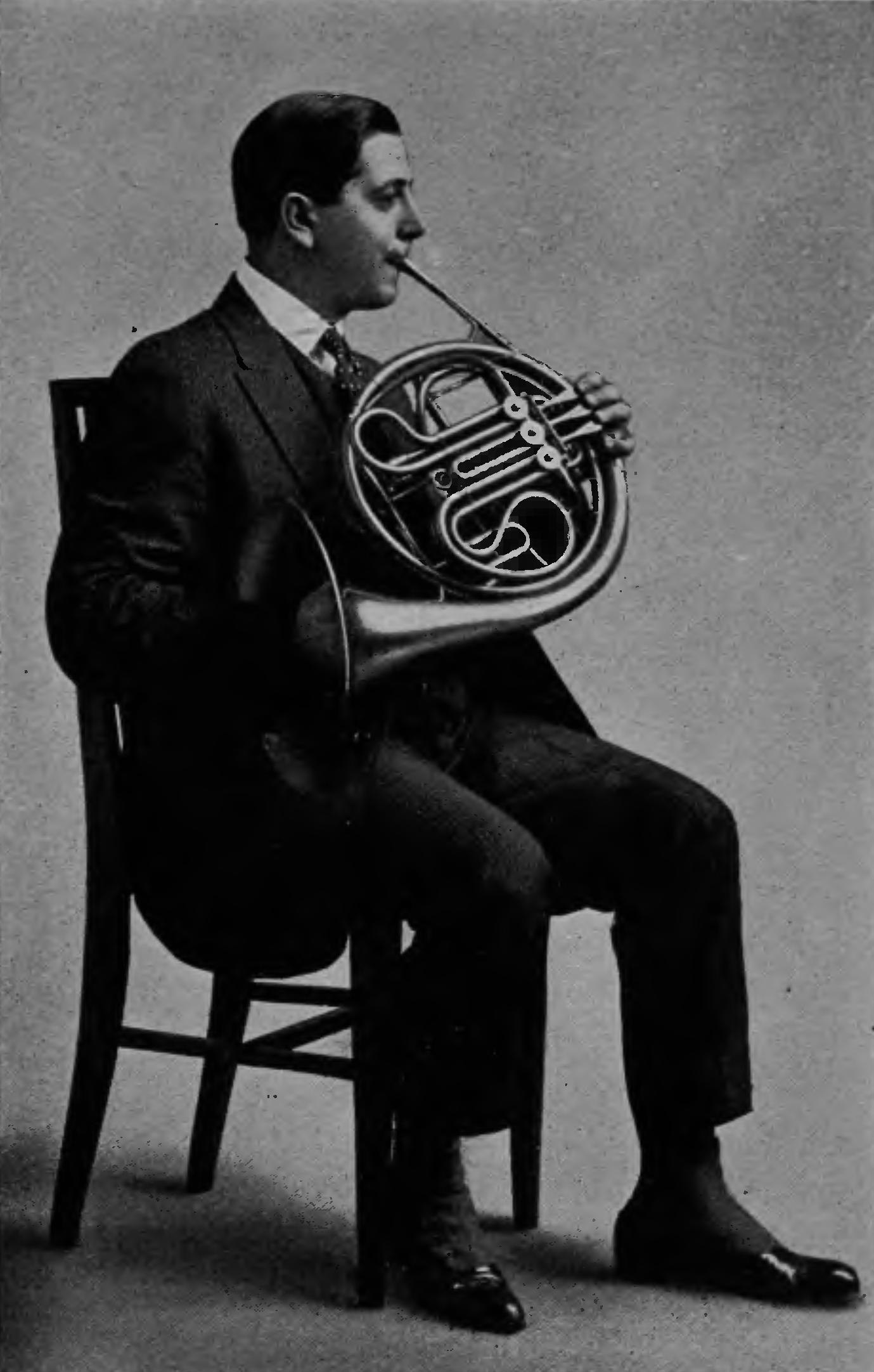
Hornist der Metropolitan Opera (1917).

Das Horn wurde abhängig von seiner Entwicklungsstufe und der Epoche sehr unterschiedlich eingesetzt. Die Entwicklung reicht von Signalrufen (Jagdmotive) im Barock (meist paarweise auftretend, siehe Concerto grosso, Georg Philipp Telemann, Johann Sebastian Bach, Georg Friedrich Händel) bis hin zum „klangfüllenden“ romantischen Stilmittel in der Sinfonie, wobei die Signaleigenschaft in den Hintergrund tritt, die Assoziation mit der Natur jedoch geblieben ist.
Grob gesehen ist die Anzahl der Hörner im Orchester auch im Laufe der Zeit angestiegen: in der Klassik normalerweise zwei (Beethoven verwendete in seiner letzten Sinfonie auch vier), in der Romantik drei bis vier – wenn auch bis in die spätere Romantik nur teils zwei Hörner verwendet wurden (auch bei monumentalen Werken, wie z. B. Liszts Totentanz). Die Verwendung von dreien ist nicht so häufig, z. B. in Beethovens 3. Sinfonie oder im Cellokonzert von Antonín Dvořák. In der Spätromantik brachten deren Vertreter, z. B. Anton Bruckner, Richard Wagner, Gustav Mahler und Richard Strauss bis zu zwölf Hörner unter. Richard Strauss verlangt in seiner Alpensinfonie sogar eine Besetzung von acht Hörnern (davon vier auch Wagnertube) auf der Bühne und zusätzlich noch weitere zwölf hinter der Bühne.
Ab dem späteren 20. Jahrhundert wurden die Orchester wieder kleiner, und die Besetzungen gingen wieder zurück zum Standard der vier Hörner (in F). So arbeiten auch viele Filmmusiken – z. B. von John Williams, John Debney, oder Harry Gregson-Williams – mit vier Hörnern. Dennoch wird auch hier teilweise noch bis auf sechs (z. B. Disneys Eiskönigin, sowie Disneys Verwünscht), acht (z. B. häufig bei Alan Silvestri, wie Forrest Gump), oder sogar zwölf Hörner (häufig bei John Powell – Ice Age ab dem 2. Teil, Horton hört ein Hu) aufgestockt. Der wohl größte Horneinsatz der Filmmusikgeschichte fand in Bernard Herrmanns abgelehntem Score zum Hitchcock Epos Der zerrissene Vorhang statt, der 16 Hörner vorsah. Drei Hörner sind eher seltener zu finden; z. B. in Alan Menkens Score zu Die Schöne und das Biest. Auch die Urorchestration zu Andrew Lloyd Webbers Phantom der Oper zählt drei Hörner.
Zwei Hörner, oder gar nur eines, sind in der Filmmusik nur sehr selten zu finden, sind dafür allerdings keine Seltenheit in heutigen Broadway-, TV- oder Stagebands.

#### Stimmaufteilung und Hörnerpaare
In der Klassik wurden die Naturhörner standardmäßig paarweise mit einem hohen und einem tiefen Horn besetzt, in seltenen Fällen (vor allem Werken in Moll) mit einem weiteren Paar (in der Tonart der Mollterz). Da bis weit in die Romantik hinein das Naturhorn immer noch sehr dominierend war, wurde angefangen, standardmäßig zwei Hörnerpaare in verschiedenen Stimmungen zu verwenden, um den Tonvorrat möglichst zu vergrößern. Die Hörnerpaare wurden jeweils sehr eigenständig eingesetzt, je nachdem, welche Naturtöne gebraucht wurden. Aus dieser Romantischen Aufteilung entwickelte sich die heute noch gebräuchliche Einteilung im vierstimmigen Hornsatz in hohe Hörner 1+3 und tiefe Hörner 2+4. Es begründet auch die immer noch enge Verbindung der Hörnerpaare 1+2 sowie 3+4, wobei jeweils der hohe Hornist führt und der tiefe Hornist rechts von seinem Schalltrichter versucht sich so weit wie möglich in Intonation, Ton und Artikulation anzugleichen.
Die Unterteilung in hohe und tiefe Hornstimmen hat dazu geführt, dass sich Orchester-Hornisten meist auf eine der beiden Stimmlagen spezialisieren. So wird bei Stellenangeboten im Orchester meist explizit nach hohen bzw. tiefen Hornisten gesucht. Ein flexibler Spieler, der beide Stimmlagen anbieten kann, wird Wechselhornist genannt.

#### Sitzordnung
Im Sinfonieorchester werden die Hörner meist möglichst nahe den klanglich verwandten Holzbläsern postiert und sitzen entweder in einer Reihe (vom Publikum aus von links nach rechts: Horn 4-3-2-1) oder im Block mit Horn 1+2 vorne und Horn 3+4 direkt dahinter. Hierbei kann der 1. Hornist (Solohornist) seinen Satz gut führen, da er in den Hornsatz hineinspielt. Eine Besonderheit nehmen hier die Wiener Philharmoniker ein, welche als einziger Hornsatz in Reihe gespiegelt sitzen: (v. l. n. r.: Horn 1-2-3-4).

#### Beispiele
- Sinfonie Nr. 5 von Gustav Mahler, 3. Satz „Scherzo“ (2. Abteilung): Das 1. Horn (Solohorn) der sechsköpfigen Horngruppe wird zum „Corno obligato“ (das 3. Horn übernimmt die Rolle des 1. Horns und das 5. die des 3. Horns) und hat in diesem Satz eine Bedeutung, die der in einem Solokonzert nahekommt. Das erste Motiv ist hierbei einem Scherzo gemäß in einem tänzerisch leichten Charakter, das dazu in einem krassen Kontrast stehende zweite (mittlere) Motiv in einem klagenden, schreienden Ton gehalten.
- Till Eulenspiegels lustige Streiche von Richard Strauss: Gleich im sechsten Takt erklingt eines der beiden „Eulenspiegelmotive“ (das andere wird von der Klarinette gespielt), welches sich durch eine zum Taktgrundschlag verschobenen Melodie auszeichnet (Grundschlag wird verschleiert).
- Sinfonie Nr. 4 „Romantische“ von Anton Bruckner: das Horn übernimmt die Einleitung in die Symphonie und stellt die Jagdszenen im dritten Satz dar.
- Sinfonie aus der neuen Welt von Antonín Dvořák: Im vierten Satz erscheint fast gleich zu Beginn das erste Thema gespielt vom Horn.
- Sinfonie Nr. 5 von Peter Tschaikowsky, 2. Satz: Nach der Einleitung der Streicher übernimmt das Horn das Hauptthema des Satzes

### Posaunenchor
In Posaunenchören ist das Waldhorn das einzige Instrument, das sowohl in der Alt- wie auch in der Tenorlage eingesetzt wird. Die besondere Klangfarbe lässt auch hier den Gesamtklang des Chores voller und runder erscheinen. Der Tonumfang des Waldhorns gestattet es aber, auch Bass- oder sogar Tiefbasslage zu spielen.

### Moderne Musik
Mitunter kommen Horn-Soli auch in der Pop- und Rockmusik zum Einsatz. Häufig macht die US-amerikanische Progressive-Rock-Band Spock’s Beard davon Gebrauch (The Ballet, They Know We Know, Can't Get It Wrong, The Healing Colors of Sound (Part 2), Emperor’s Clothes, The Man Behind the Curtain, Made Alive, Of the Beauty of It All, At the End of the Day, Stream of Unconsciousness). Songs mit Horn-Einsatz haben überdies die Beatles im Programm (For No One, Sgt. Pepper’s Lonely Hearts Club Band, Good Night), ebenso u. a. die Rolling Stones (You Can’t Always Get What You Want), The Who (Whiskey Man, Pictures of Lily, It’s a Boy), Alan Parsons Project (Silence and I), Chicago (If You Leave Me Now, drei Hörner im Einsatz), Mike Oldfield, The Shadows (Wonderful Land), Lionel Richie (Wandering Stranger) und Roger Whittaker (The Last Farewell).
Im Jazz gehört der Russe Arkadi Schilkloper zu den bedeutendsten Hornisten.

## Siehe auch

Hornblasender Hahn im Wappen von Mechern

Wappen von Dietenhofen